# 切齒龍屬
切齒龍屬又名門齒龍，是一屬小型獸腳亞目恐龍，可能是植食性恐龍，生存於下白堊紀的中國。
切齒龍的正模標本（編號 IVPP V13326）是一個頭顱骨，發現於中國遼寧省北票市四合屯，屬於義縣組的最下層陸家屯層，生活於約約 1 億 2600 萬年前的巴列姆階。切齒龍的最明顯、獨特特徵是植食性或雜食性的適應特徵。
在2002年，中國古生物學家徐星等人將這個頭顱骨描述、命名。模式種是高氏切齒龍（I. gauthieri）。屬名意為「門牙蜥蜴」，是根據類似齧齒目的突出牙齒而命名，這些牙齒都有植食性恐龍牙齒的常見磨損痕跡。種小名是為紀念親緣分支分類法的先驅、美國古生物學家雅克·高提耶（Jacques Gauthier）。

## 描述

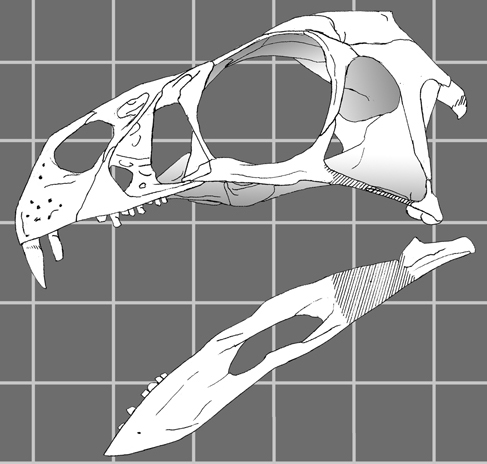
切齒龍頭骨的模擬圖（灰色斜線區域為正模標本缺失部分）

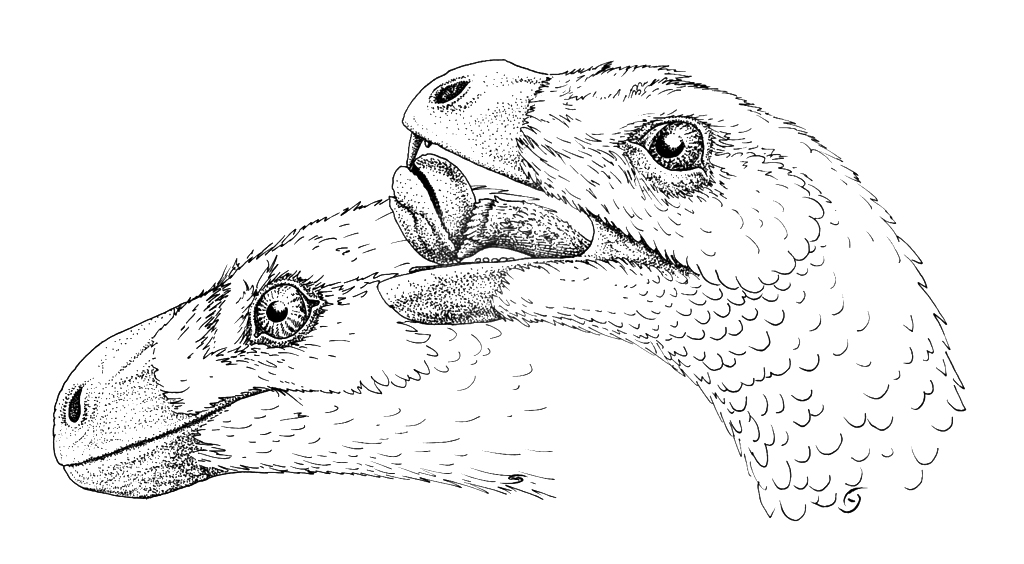
切齒龍頭部的復原圖，畫家假設切齒龍可能具有構造和鸚鵡類似的舌頭

徐星等人最初描述切齒龍的頭顱骨時，發現這頭顱骨長10公分，保存有偷蛋龍下目的最完整齒列。親緣分支分類法分析顯示，切齒龍是偷蛋龍下目的基礎物種，較尾羽龍及偷蛋龍科更為原始。後來在2004年的研究描述了切齒龍的骨骼特徵，包括佔頭顱骨長度一半的口鼻部、有長洞孔的修長下頜、及大而扁平的前牙。除了這些，切齒龍有著典型的偷蛋龍類特徵。有幾樣切齒龍的特徵，包括了牠的牙齒（大部份進化的偷蛋龍類是沒有牙齒的），顯示牠是偷蛋龍下目的原始物種，而一些頭顱骨特徵則顯示牠與鐮刀龍超科有關。
在2009年，切齒龍的唯一頭顱骨標本經過電腦斷層掃描。研究結果顯示，與後期偷蛋龍類相比，切齒龍頭顱骨中的氣囊較少。切齒龍的嗅葉（Olfactory lobe）較小，視葉（Optic lobe）較大，較類似似鳥龍下目。偷蛋龍下目具有許多類似鳥類的特徵，由此可知這些特徵可能是平行演化的結果。
如同其他手盜龍類，切齒龍被推測是有羽毛恐龍，且是演化過程中失去飛行能力的。牠的身長估計小於1米。切齒龍有可能與原始祖鳥是同一物種，但就要有更多的化石作研究才能得出結論。

## 大眾文化
切齒龍曾出現於英國獨立電視台的電視節目《史前公園》（Prehistoric Park）的第三集，當中的切齒龍被描述為植食性動物，並以身上披覆的羽毛來進行求偶。

## 外部連結
- 恐龍博物館──切齒龍